# 써치 (드라마)
《써치》는 2020년 10월 17일부터 2020년 11월 15일까지 방영한 OCN 드라마이다. OCN 드라마틱 시네마의 네번째 작품이다.

## 줄거리
최전방 비무장지대에서 벌어진 미스터리한 실종과 살인사건, 그 비밀을 밝히기 위한 최정예 수색대의 사투를 그린 밀리터리 스릴러

## 제작진
- 제작: 영화사 반딧불 (영화《난폭한 기록》,《발광하는 현대사》제작)
- 제작자: 양건의
- 연출:
  - 임대웅 - 영화《비밀》(연출부), 영화《비수기》(제작&각본&감독), 영화《일단 뛰어》(조연출), 영화《스승의 은혜》(감독), TRANDY《피아니시모》, 영화《무서운 이야기》(감독), 영화《실종:택시 납치 사건》(감독), 영화《시간 위의 집》(감독&각색) 등 연출)
  - 명현우 - 드라마 《아이리스》(조연출), 영화《69일 후》(감독))
- 극본:
  - 구모 (GU-MO) - 영화《3인 3색-동고동락》(감독&각색), 영화《군사통제구역 팔이공지대》(감독), 영화《무수단》(각본&감독), 영화《은지:돌이킬 수 없는 그녀》(감독&각본))
  - 고명주 - 영화《결혼전야》(각본)

## 등장 인물

### 북극성 특임대
- 장동윤 : 용동진 (28세) 역 (아역 : 장재하) - 병장, 적의 흔적을 쫓는 특임대 군견병. 수색대대 최초 육군 최정예 워리어 군인에 선발되던 화려한 과거를 뒤로 하고 현재는 전역 날짜만 손꼽아 기다리는 말년 군견병.
- 정수정 : 손예림 (25세) 역 - 중위, 적의 본질을 찾는 특임대 브레인. 여대학군단 출신으로 현 화생방 방위사령부 특임대대 중위.
- 윤박 : 송민규 (32세) 역 - 대위, 진짜 목적을 숨긴 특임대 엘리트 팀장. 완벽한 스펙의 사령부 최고의 엘리트 장교.
- 이현욱 : 이준성 (29세) 역 - 중위, 인간적 면모를 갖춘 특임대 부팀장. 사령부 군단 직할의 특수전을 수행하는 특공연대 소속.
- 최윤제 : 주문철 (22세) 역 - 하사, 송대위의 부름을 받고 특임대에 합류한 연대 수색중대 소속 통신주특기 부사관.
- 이하율 : 박기형 (29세) 역 - 중사, 특공연대 4지역대 저격수, 3대째 군인 DNA를 이어오고 있는 현역 중사, 결혼을 앞두고 작전에 투입된 예비신랑.

### 97년 비무장 지대 작전
- 유성주 : 이혁 (57세) 역 - 국방위원장, 국회의원이자 국방위원장. 차기 대선 후보.
- 최덕문 : 한대식 (54세) 역 - 국군사령관, 대한민국 국방부 국군사령관.
- 연우진 : 조민국 (34세) 역 - 대위, 97년 비무장지대 작전에 투입된 수색대대 중대장.

### 천공리
- 문정희 : 김다정 (44세) 역 - 예비역 상사, DMZ를 지키는 특전사 예비역. 전 특전사 709 특수임무대대 여군중대 대테러 팀장이자 현 DMZ 기념관 계약직 해결사.
- 이순원 : 천민재 (42세) 역 - 다정의 남편, 수영의 아버지.
- 박다연 : 천수영 (10세) 역 - 민재와 다정의 딸, 용동진에 홀딱 반한 달리기를 잘하는 명랑소녀.
- 김인우 : 백 선생 (59세) 역 - 천공리의 보건소장

### 그 외 인물
- 김호정 : 용희라 (51세) 역 - 식당을 운영하는 동진의 어머니, 아들 동진의 든든한 조력자.
- 윤영민 : 문실장 (36세) 역 - 국군 화생방 방위사령부 화생방방어연구소 연구원
- 오제근 : 재식 역 - 이장 겸 청년회장. 직책에 프라이드가 강하지만 항상 사람들에게 인정받지 못해 투덜대는 귀여운 캐릭터.
- 이경민 : 오 상병 역
- 이가경 : 리경희 역 - 97년 당시 핵 개발 부대 소속 연구 위원으로 근속 중이었던 북한군 소좌. 남북 군 병력과의 총격전 중에 피살
- 이동규 : 고상민 역
- 서벽준 : 서 일병 역 - 북극성 특임대에 지원 나와 HQ 당직 근무 중 타겟의 습격을 받아 사망
- 이태영 : 최봉락 병장 역 - 취사병
- 권혁훈 : 한욱 역
- 조연호 : 권 일병 역
- 하승연 : 김유호 역 - 민중소리 기자. 이혁의 아들 이준성 중위에게 진상이 담긴 테이프를 받아 언론에 터뜨림
- 장효석 : 이혁의 경호원 역
- 이동주 : 홍도훈 상병 역
- 한상조 : 박물관조폭 역
- 차지혁

## 시청률
최저 시청률과 최고 시청률은 시청률 조사회사와 지역별로 시청률에 차이가 있을 수 있습니다.
| 2020년      | 2020년      | 2020년         | 2020년       |
| 회차        | 방송일      | AGB 시청률     | AGB 시청률   |
| 회차        | 방송일      | 대한민국(전국) | 수도권(서울) |
| ----------- | ----------- | -------------- | ------------ |
| 제1회       | 10월 17일   | 2.640%         | 2.408%       |
| 제2회       | 10월 18일   | 3.115%         | 3.247%       |
| 제3회       | 10월 24일   | 2.280%         | 2.299%       |
| 제4회       | 10월 25일   | 2.881%         | 3.135%       |
| 제5회       | 10월 31일   | 3.347%         | 3.679%       |
| 제6회       | 11월 1일    | 3.919%         | 4.336%       |
| 제7회       | 11월 7일    | 3.018%         | 2.988%       |
| 제8회       | 11월 8일    | 3.532%         | 3.877%       |
| 제9회       | 11월 14일   | 3.575%         | 3.816%       |
| 제10회      | 11월 15일   | 3.922%         | 3.693%       |
| 평균 시청률 | 평균 시청률 | 3.223%         | 3.348%       |

## 같이 보기
- 대한민국의 텔레비전 드라마 목록 (ㅅ)
- 2020년 대한민국의 텔레비전 드라마 목록